# Miętusi Niedźwiedź

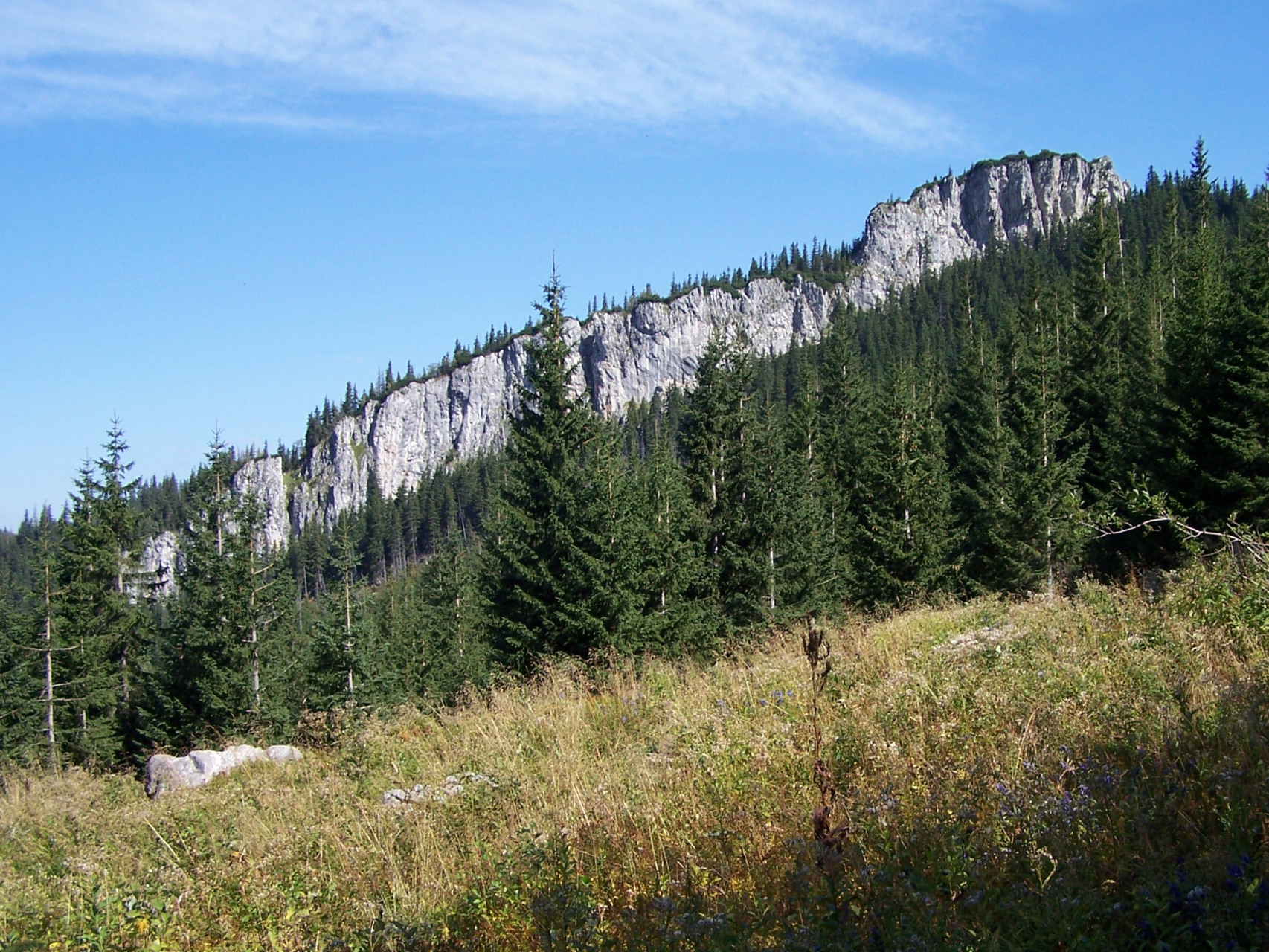
Niedźwiedź

Niedźwiedź lub Miętusi Niedźwiedź – pas stromo podciętych wapiennych skał w stokach Miętusiego Skoruśniaka w Tatrach Zachodnich od strony Doliny Miętusiej. Opada z grani Skoruśniaka znad Siwarowej Przełęczy (1531 m) na północny zachód, skośnie wśród jego zalesionych stoków (około 1550–1400 m n.p.m.). Kończy się znacznie powyżej niebieskiego szlaku turystycznego z Przysłopu Miętusiego na Małołączniaka przez Kobylarzowy Żleb. W grani Skoruśniaka po północnej stronie szczytowej części Niedźwiedzia znajduje się płytka przełęcz zwana Niedźwiedzim Przechodem (około 1500 m).
W Niedźwiedziu znajduje się jaskinia Szczelina w Niedźwiedziu.
W Tatrach istnieje jeszcze kilka formacji skalnych noszących nazwę Niedźwiedź.